# Poco a poco
Poco a poco is een Italiaanse muziekterm met betrekking tot de uitvoer van termen die aanwijzingen geven over de voordracht van een stuk of een passage ervan. Men kan de term vertalen als beetje bij beetje. Dit betekent dus dat, als deze aanwijzing wordt gegeven, men de andere aanwijzing langzamerhand sterker tot uitdrukking moet laten komen. Als bijvoorbeeld de aanwijzing poco a poco affrettando gegeven wordt, betekent dit dat stap voor stap iets gehaaster moet spelen. De aanwijzing komt ook voor in combinatie met een tempo-aanduiding, waarmee bedoeld wordt dat men langzamerhand naar een tempo toe moet werken.

## Andere toevoegingen aan een tempo-aanduiding
- molto, assai (zeer)
- vivace, con brio, vivo (levendig)
- con moto (met beweging)
- mosso (levendig, bewogen)
- moderato (gematigd)
- meno (minder)
- più (meer)
- quasi (bijna, ongeveer)
- troppo (te veel)
- allegro assai (zeer snel)